# Pempheris vanicolensis
Pempheris vanicolensis är en fiskart som beskrevs av Cuvier, 1831. Pempheris vanicolensis ingår i släktet Pempheris och familjen Pempheridae. Inga underarter finns listade i Catalogue of Life.